# جينا هيز
جينا هيز (بالإنجليزية: Jenna Haze)‏ وهي مخرجة وعارضة أزياء وممثلة إباحية سابقا ولدت في يوم 22 فبراير 1982 في مدينة فولترون في كاليفورنيا في الولايات المتحدة لكنها نمت في لا هابرا، أورانج، كاليفورنيا عملت في عمر 19 سنة كممثلة إباحية وهي من أصل إسباني ألماني إيرلندي.

## روابط خارجية
- جينا هيز على موقع IMDb (الإنجليزية)
- جينا هيز على موقع ألو سيني (الفرنسية)
- جينا هيز على موقع أول موفي (الإنجليزية)
- جينا هيز على موقع إن إن دي بي (الإنجليزية)
- جينا هيز على موقع ديسكوغز (الإنجليزية)
- جينا هيز على موقع قاعدة بيانات الفيلم (الإنجليزية)
- جينا هيز على موقع ليتربوكسد (الإنجليزية)
- جينا هيز على موقع كينوبويسك (الروسية)